# Bradycinetulus ferrugineus
Bradycinetulus ferrugineus is een keversoort uit de familie cognackevers (Bolboceratidae). De wetenschappelijke naam van de soort werd in 1805 gepubliceerd door Ambroise Marie François Joseph Palisot de Beauvois.